# Woodsholea maritima
Woodsholea maritima — океанська бактерія, визначена в 2004 році, що має характерну, дуже консервативну, картину експресії полярних ліпідів між штамами.